# Claudelater
Claudelater là một chi bọ cánh cứng trong họ 
Elateridae.
Chi này được miêu tả khoa học năm 1970 bởi Cobos.

## Các loài
Các loài trong chi này gồm:
- Claudelater fernandopooensis Cobos, 1970
- Claudelater flavifrons (Schwarz, 1903)
- Claudelater lamtoensis Girard, 1971
- Claudelater venustus Girard, 2003